# Sonja Michiels
Sonja Michiels (Deurne, 17 oktober 1945) is een Vlaamse kunstenares uit Antwerpen. Haar oeuvre omvat aquarellen, tekeningen, mixed media, evenals mysterieuze portretten en eigenzinnige naakten. Michiels is echter vooral bekend om haar abstracte collages en schilderijen, gemaakt op basis van acrylverf. Zij was bestuurslid van de Antwerpse kunstgalerij Arte Falco vzw van 2011 tot 2017.

## Biografie

### Achtergrond
Na in 1965 het regentaatsdiploma in geaggregeerde mode behaald te hebben, doceerde Michiels jarenlang in het secundair onderwijs en in het avondonderwijs.
Ze studeerde Creatief Tekenen en Model- en Portrettekenen aan de kunstacademies van Antwerpen, Deurne en Temse.
In haar geboortestad ging Michiels begin jaren negentig gedurende vijf jaar in de leer bij kunstschilder Gilbert Groffen. Tevens volgde ze praktijkcursussen bij de Nederlandse schilderes Elsbeth Veerman en in het Franse Le Vauthibault (Indre-et-Loire).

### Stijl

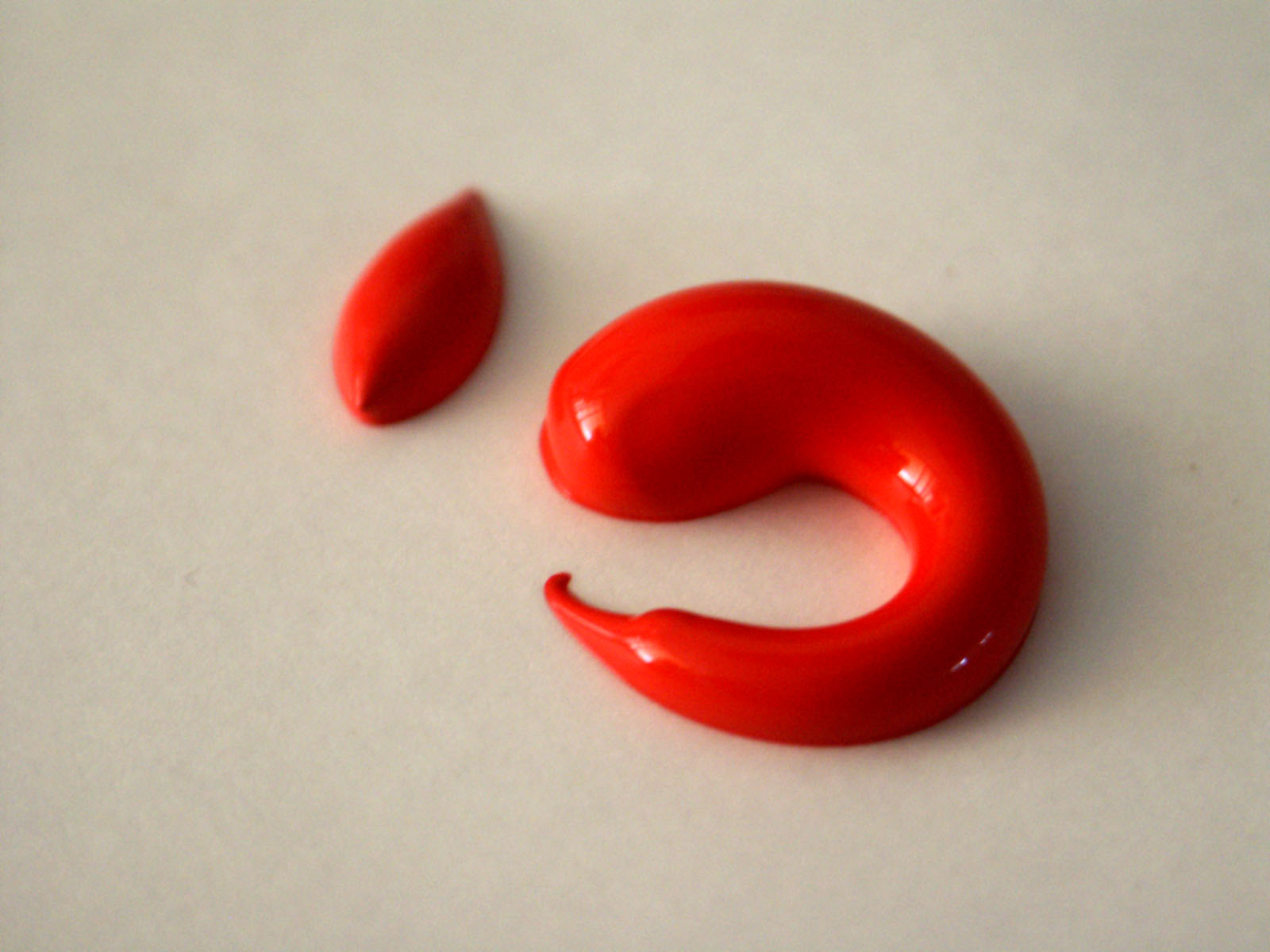
Acrylverf: Michiels' geliefkoosd medium

Sedert het begin van haar carrière vormt de zee en al wat ermee samenhoort een voortdurende inspiratiebron. Op verschillende doeken staan beelden van woeste golven, blauwe luchten, verlaten schelpenstranden of mysterieuze onderwaterbeelden. Een van deze schilderijen met dit thema, Carpe Diem – blauwgroene zee met verre horizon en wieren op de voorgrond, schonk Michiels voor het goede doel en werd door het Veilinghuis Bernaerts op 1 juni 2012 geveild.
Haar medium betreft in het bijzonder acrylverf op doek. Haar stijl is abstraherend figuratief. Tijdens haar reizen (India, Thailand, Italië, Frankrijk e.a.) sprokkelt ze materialen waarmee ze nadien experimenteert door ze te verwerken in haar schilderijen. Meestal komen de materialen uit de natuur zoals plantaardige vezels, bladeren, schors, zand en granen, doch ook materialen als metaalschilfers en katoen maakten reeds deel uit van haar schilderijen.

### Erkenning
De werken van Michiels vielen vanaf de jaren negentig meermaals in de prijzen of werden geselecteerd voor tentoonstellingen. De meeste van haar werken situeren zich in België. Sommige werken bevinden zich in Frankrijk, Engeland, Italië, Polen en de Verenigde Staten.
Naast haar tijdsbesteding aan periodieke exposities, waaronder haar jaarlijkse tentoonstelling in het Oostendse kunsthuis Artine, spendeert ze eveneens tijd aan open ateliers, kunsttrajecten en het geven van workshops. De kunstenares gaf reeds verschillende workshops in Frankrijk, waaronder enkele in Douchapt (van 1998 tot en met 2005) en een zevendaagse workshop in Laviolle (2004). Vanaf 2004 tot 2024 gaf Michiels tevens workshops in haar eigen atelier.
De kunstenares exposeert soms samen met haar echtgenoot Albert Nielandt, een kunstenaar gespecialiseerd in portretschilderen, met wie ze in 2009 huwde. In 2011 werd ze uitgenodigd om haar werk te exposeren in het kloosterhotel Elzenveld in Antwerpen. Verschillende jaren lang vanaf 2004 nam zij ook deel aan de Cadixroute, dit was een kunsttraject in open lucht op het Eilandje.
In 2007 kreeg Sonja Michiels met haar aquarel Italië een eervolle vermelding bij de Lions Club in Brasschaat.
Enkele van haar werken verschenen in de Nederlandse Kunstgids “Kunstenaars 2009”. De Belgische kunsthistoricus Paul Piron nam Michiels op in het referentiewerk “Piron”, een woordenboek van Belgische Beeldende Kunstenaars uit de 19de en 20ste eeuw.

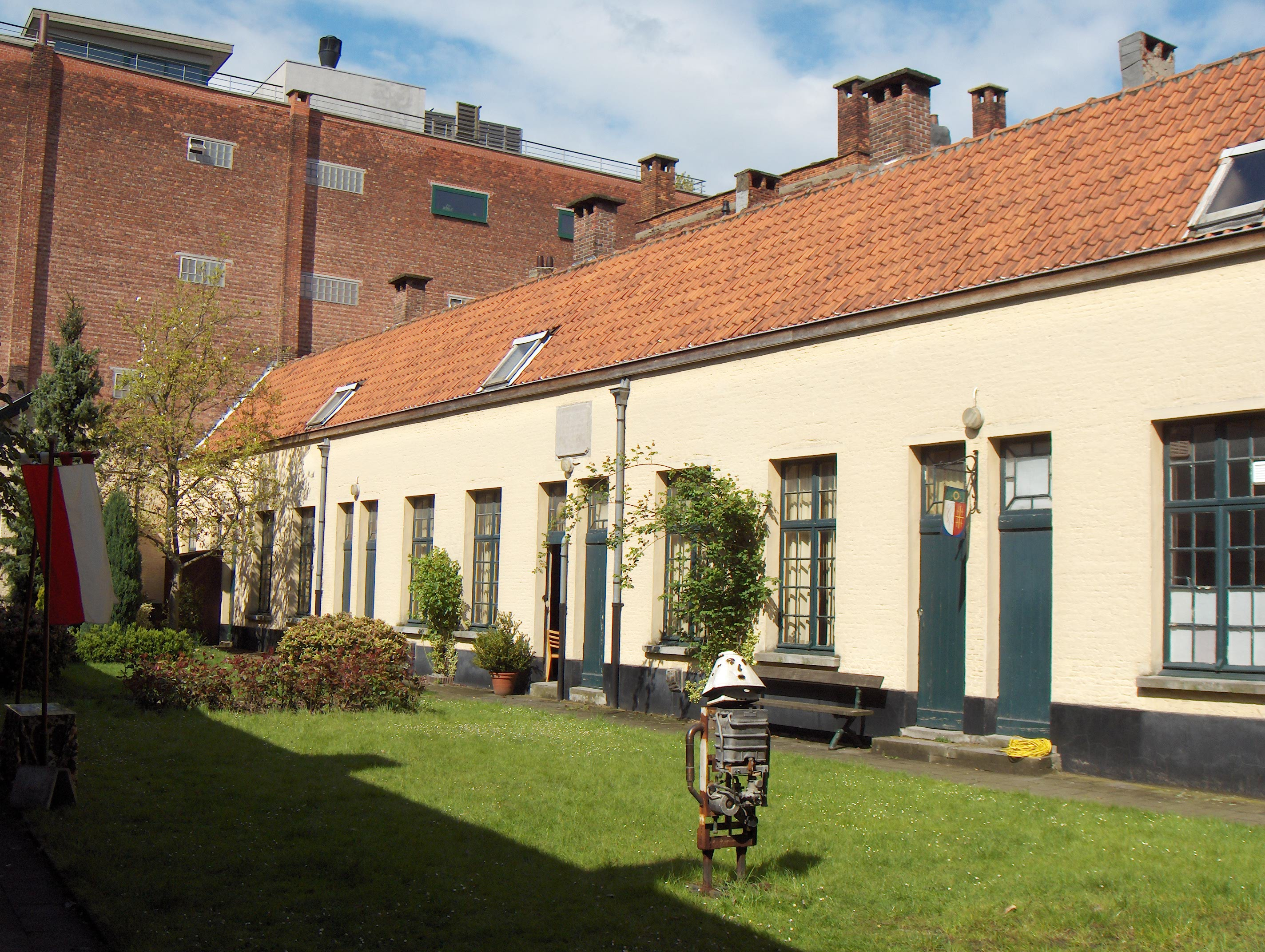
Galerij Arte Falco, gevestigd in het Godshuis Jan Van der Biest

Sinds 2008 was ze als kunstenaar verbonden aan de Antwerpse galerij Arte Falco die gevestigd was in het historische Godshuis 'Jan Van der Biest'. De gelijknamige vzw organiseerde allerhande exposities en was eveneens uitgever van een trimestrieel cultureel tijdschrift. Samen met haar echtgenoot werd ze vanaf 2011 een van de medebestuurders van de kunstgalerij tot de galerij in 2017 werd verbouwd door eigenaar OCMW waarna de galerij ophield te bestaan.
In 2012 nam Michiels met het acrylschilderij Palmschors deel aan de Canvascollectie/La Collection RTBF, een crossmediaal kunstproject van de Belgische openbare omroepen VRT, RTBF en BRF. Palmschors maakt deel uit van een drieluik dat opvalt door het lijnenspel, de toetsvoering en de sobere kleurvlakken en waarin de vezels van een vezelpalm werden verwerkt. Op 30 januari 2012 werd het werk door de jury in het Museum van Hedendaagse Kunst Antwerpen voorgeselecteerd. Dat jaar namen 741 kandidaten deel aan de wedstrijd.

## Werken (kleine selectie)
Aquarellen
- Hortensia; Kreek
- Passie in het Purper; Moody Blue; Hoge Wolken; Blauwe Explosie
- Straat in Bangkok; Impressie Thailand-Phang-Nga
- Italië

Mixed media, gemengde techniek
- Place Jemaa el fna
- Deux Grandes Valses; Moskee Cordoba
- Zeewier; Woelige Zee; Zeemeeuw
- L'Enfance; Cello; Recuerdos de la Alhambra-Sevilla; Ardeche blad; Avondgloed aan de Stroom
- Vauthibault – Ochtendzon; Vauthibault op de middag, Landschap zonnebloemen (Frankrijk); Palmschors 1-3 (serie van drie werken); Flamenco
- D-Day; De Klank van Zand; Bombs on the Beach
- Abstract 1-5 (serie van vijf werken); Avondzon; Uitspatting
- Ardente (vurig)
- Forza
- Sfeer
- De kracht van de zee
- Dansers (serie van twee werken); Het Goud van de Goden; Hot Thailand (serie van 2 werken); The News of Thailand; Italië; Love to India
- In de Diepte van de Zee; Power; Abstracte compositie; Indische mystiek; Natuurgenieters (serie van 2 werken); Zee Italië – serie van 6 werken
- Carpe Diem; Noordzee (serie van 4 werken); Twee aan Zee; Stormy Sea; De Branding; Boats on a Blue Morning – Een impressie van de landing van Normandië; Stad aan het Water

## Tentoonstellingen (selectie)
- Tekeningen in "Ons huis" CC Deurne (1994)
- Noordtheater (1995)
- Galerij Sloeberke in Lillo (1996), Kasteel van Schoten – Atelier 48 te Antwerpen (1996).
- 't Kanteeltje te Bazel (1997)
- Galerij Lorenzo Van Hooydonck te Deurne, Galerij Adamantis te Schoten, CMO te Antwerpen (1998)
- Noordtheater en Zoe's galerij te Bazel, Galerij Rivierenhof te Deurne – Galerij 3K " Eros " te Berchem (1999), Galerij "De Backer" te Deurne (1999)
- Kasteel Cortewalle te Beveren (2000).
- Expozo te Sint-Niklaas (2002), Galerij Rivierenhof te Deurne – Galerij 3K te Berchem (2002)
- Galerij 3K te Berchem – Kiezen voor Kunst te Deurne (2003)
- Campo & Campo te Antwerpen (2004)
- Elzenveld galerij Sint-Jorispand – Galerij 3K (2005)
- Galerij "Van Campen & Rochtus” (2006)
- Cultuurcentrum "Den Tip" (2007), Kunstveiling "Anautica" in galerij Molensloot (2007)
- Ramada Plaza Hotel te Antwerpen, Firma Van Opstal te Aartselaar – Retrospectieve (2008).
- Amazone te Brussel (2009)
- Galerij Arte Falco te Antwerpen – Antwerp Artwalk (2009), Galerij Molensloot te Antwerpen (2009)
- Galerij Rivierenhof te Deurne met kunstkring Sirkel (2010), SD Worx te Antwerpen (2010), Galerij Artine te Oostende (2010)
- Open Atelier "Cadixroute" op het Eilandje te Antwerpen – Parcours d'artiste Chimey (2011).
- Elzenveld te Antwerpen en in het Kunsthuis Artine te Oostende (2011)
- Galerie Arte-Falco, voorstelling van de "Kunst-attentieé”, Kasteel Van Brasschaet te Brasschaat – Galerie Antigoon op de Luchthaven van Deurne (2012).
- Kunsthuis Artine te Oostende – SD.Worx met kunstkring Sirkel – Galerie 't Kallement in Wommelgem (2012).
- Galerij Antigoon – Antwerp Airport (2012)
- Galerie Arte-falco – Kunsthuis Artine te Oostende en in Kasteel Cortewalle in Beveren (2013)
- Galerie Luc De Backer – Hand in hand (Samen tegen Reuma) – Kunsthuis Artine – Galerie Rivierenhof (2014)
- Kunstroute OOKunst te Kortemark – Klassiek Salon KPSK te Cortewalle (Beveren-Waas) – Kunsthuis Artine – Retrospectieve Solotentoonstelling in Galerie Arte Falco. (2015)
- Cadixroute te Antwerpen – SD-Worx (De Vier) – Roderickkunstroute in Oudenburg – Kunstroute Maurus Moreels in Mechelen – Groepstentoonstelling met kunstkring Sirkel in Ravenhof (Stabroek) (2016).
- Atelier Luc De Backer – Experimenteel Salon van KPSK te Beveren – Kunsthuis Artine (Oostende) (2017)
- Huiskamergalerie Johanneke (Mechelen), Districtshuis (Deurne), Galerie KAS (Antwerpen L.O.), Artslag (De Haan), (2018)
- Hotel Astoria (De Haan), Kasteel Cortewalle (Beveren-waas), Pauste Art Galerij (Oostende), Kunsthuis Artine (Oostende) (2019)
- Kasteel Cortewalle, Interieurzaak Hemelaer (Antwerpen L.O.), Kasteel Rivierenhof (Deurne), Garemijnzaal (Brugge), SD Worx te Antwerpen (2020)
- Galerij Arttilia (Mortsel), Pauste Art Galerij (Oostende), Art Galerij Nobody & Friends (Antwerpen), (2021)
- Kunsthuis Artine (Oostende), Kasteel Cortewalle, GC 't Gasthuis (Wijnegem), Hoeve Dieseghem (Mortsel) (2022)
- Benedictuskerk (Mortsel), Kasteel Cortewalle, OO'Kunstroute (Kortemark), Kunsthuis Artine, Kunstkring "Art is't " (Gistel), Kasteel Rivierenhof (Deurne) (2023)
- Zomer van Wechel (Wechelderzande), Kasteel Rivierenhof (Deurne) (2024)
- Kasteel Cortewalle (Beveren-Waas)

## Voetnoten
1. ↑  Cadixroute 2011, Sonja Michiels p.65, Antwerpen.be
2. ↑  Cadixroute 2011, Sonja Michiels p.65, Antwerpen.be[dode link]
3. ↑  Bestuursteam, Korte biografie Sonja Michiels, Arte Falco vzw
4. ↑  Tweedimensionaal Carpe Diem, Sonja Michiels
5. ↑  Benefietveiling, Veiling Bernaerts, Carpe Diem van Sonja Michiels, mei 2012[dode link]
6. ↑  Sonja Michiels, Expo's, De Morgen
7. ↑  Uit In Vlaanderen: Sonja Michiels, Kunsthuis Artine
8. ↑  Kunstenaar in Deurne: Sonja Michiels, 2 oktober 2012
9. ↑  Nielandt, Albert, Curriculum. albertnielandt.exto.be (3-3-2025). Geraadpleegd op 3 maart 2025.
10. ↑  Solotentoonstelling Sonja Michiels, Elzenveld, Antwerpen, april 2011
11. ↑  Piron, Woordenboek van Belgische Beeldende Kunstenaars, The Art Server[dode link]
12. ↑  Uit In Vlaanderen – Kunstgalerij Arte Falco
13. ↑  Arte Falco, De Standaard, 12 december 2008
14. ↑  Canvas-collectie, een mobiliserend kunstproject, canvascollectie.canvas.be, juli 2013
15. ↑  Canvas-collectie, Canvas, 30 januari 2012[dode link]
16. ↑  Tentoonstelling Sonja Michiels in Kasteel van Brasschaat, Koninklijke Piet Stautkring, juni 2012[dode link]